# Bohuslavice (district de Šumperk)
Pour les articles homonymes, voir Bohuslavice.
Bohuslavice (en allemand : Bohuslawitz) est une commune du district de Šumperk, dans la région d'Olomouc, en République tchèque. Sa population s'élevait à 499 habitants en 2023.

## Géographie
Bohuslavice se trouve à 18 km au sud de Šumperk, à 35 km au nord-ouest d'Olomouc, à 75 km au nord-nord-est de Brno et à 182 km à l'est-sud-est de Prague.
La commune est limitée par Hrabová au nord, par Dubicko à l'est, par Třeština et Mohelnice au sud, et par Lukavice et Zvole à l'ouest.

## Histoire
La première mention écrite de la localité remonte à 1356.

## Transports
Par la route, Bohuslavice se trouve à 20 km de Šumperk, à 41 km d'Olomouc et à 224 km de Prague.